# Iwan Atanasow
Iwan Stankow Atanasow (bg. Иван Станков Атанасов; ur. 31 października 1957) – bułgarski zapaśnik walczący w stylu klasycznym. Olimpijczyk z Moskwy 1980, gdzie zajął szóste miejsce w kategorii 68 kg.
Czwarty na mistrzostwach Europy w 1980 roku.
- Turniej w Moskwie 1980

Pokonał Ferenca Čabę z Jugosławii i Francuza Lionela Lacaze, a przegrał z Rumunem Ștefanem Rusu i Larsem-Erikiem Skiöldem ze Szwecji.